# Fußball-Club Gelsenkirchen-Schalke 04 1991-1992
Questa voce raccoglie le informazioni riguardanti il Fußball-Club Gelsenkirchen-Schalke 04 nelle competizioni ufficiali della stagione 1991-1992.

## Stagione
Nella stagione 1991-1992 il Schalke, allenato da Aleksandar Ristić e Klaus Fischer, concluse il campionato di Bundesliga al 11º posto. In Coppa di Germania il Schalke fu eliminato al secondo turno dal Rot-Weiß Erfurt.

## Rosa
| N. |                     | Ruolo | Calciatore           |
| -- | ------------------- | ----- | -------------------- |
| 4  | Germania (bandiera) | D     | Yves Eigenrauch      |
| 6  | Germania (bandiera) | C     | Andreas Müller       |
| 15 | Germania (bandiera) | D     | Michael Prus         |
|    | Germania (bandiera) | P     | Jens Lehmann         |
|    | Germania (bandiera) | P     | Christof Osigus      |
|    | Germania (bandiera) | P     | Jürgen Welp          |
|    | Germania (bandiera) | D     | Henning Bürger       |
|    | Germania (bandiera) | D     | Jürgen Gredig        |
|    | Germania (bandiera) | D     | Günter Güttler       |
|    | Germania (bandiera) | D     | Hendrik Herzog       |
|    | Germania (bandiera) | D     | Richard Mademann     |
|    | Germania (bandiera) | D     | Dietmar Schacht      |
|    | Germania (bandiera) | D     | Markus Schwiderowski |
|    | Germania (bandiera) | C     | Ingo Anderbrügge     |

| N. |                                 | Ruolo | Calciatore               |
| -- | ------------------------------- | ----- | ------------------------ |
|    | Germania (bandiera)             | C     | Egon Flad                |
|    | Germania (bandiera)             | C     | Steffen Freund           |
|    | Germania (bandiera)             | C     | Andreas Gaber            |
|    | Germania (bandiera)             | C     | Sascha Jusufi            |
|    | Germania (bandiera)             | C     | Michael Kroninger        |
|    | Germania (bandiera)             | C     | Jürgen Luginger          |
|    | Germania (bandiera)             | C     | Mark Schierenberg        |
|    | Germania (bandiera)             | C     | Günter Schlipper         |
|    | Germania (bandiera)             | A     | Rainer Borgmeier         |
|    | Russia (bandiera)               | A     | Aleksandr Borodjuk       |
|    | Danimarca (bandiera)            | A     | Bent Egsmark Christensen |
|    | Germania (bandiera)             | A     | Uwe Leifeld              |
|    | Bosnia ed Erzegovina (bandiera) | A     | Radmilo Mihajlović       |
|    | Germania (bandiera)             | A     | Peter Sendscheid         |

## Organigramma societario
Area tecnica
- Allenatore: Klaus Fischer
- Allenatore in seconda: Jupp Koitka
- Preparatore dei portieri: Jupp Koitka
- Preparatori atletici:

## Calciomercato

### Sessione estiva
| Acquisti | Acquisti                 | Acquisti              | Acquisti |
| R.       | Nome                     | da                    | Modalità |
| -------- | ------------------------ | --------------------- | -------- |
| D        | Henning Bürger           | Carl Zeiss Jena       |          |
| A        | Bent Egsmark Christensen | Brøndby               |          |
| C        | Steffen Freund           | Stahl Brandeburgo     |          |
| C        | Andreas Gaber            | Amberg                |          |
| D        | Hendrik Herzog           | BFC Dynamo            |          |
| C        | Sascha Jusufi            | Amburgo               |          |
| A        | Uwe Leifeld              | Bochum                |          |
| P        | Christof Osigus          | Schalke 04 (juniores) |          |

| Cessioni | Cessioni            | Cessioni          | Cessioni |
| R.       | Nome                | a                 | Modalità |
| -------- | ------------------- | ----------------- | -------- |
| C        | Siegmar Bieber      | Wuppertal         |          |
| A        | Vladimir Lyutiy     | Duisburg          |          |
| C        | Thorsten Wörsdörfer | Kickers Stoccarda |          |
| C        | Thomas Zechel       | Saarbrücken       |          |

### Sessione invernale
| Acquisti | Acquisti | Acquisti | Acquisti |
| R.       | Nome     | da       | Modalità |
| -------- | -------- | -------- | -------- |

| Cessioni | Cessioni | Cessioni | Cessioni |
| R.       | Nome     | a        | Modalità |
| -------- | -------- | -------- | -------- |

## Risultati

### Bundesliga

#### Girone di andata
| Gelsenkirchen 3 agosto 1991, ore 15:30 CEST 1ª giornata | Schalke 04 | 0 – 0 referto | Amburgo | Parkstadion (54 200 spett.)\| Arbitro: \| Theobald \| |
| Arbitro:                                                | Theobald   |               |         |                                                       |

| Arbitro: | Osmers |

|                                           |           |  |
| Kruse 13’, 80’ Sippel 53’ Möller 56’, 77’ | Marcatori |  |

| Arbitro: | Föckler |

|           |           |  |
| Freund 8’ | Marcatori |  |

| Arbitro: | Malbranc |

|                                              |           |                                   |
| Bender 30’ Effenberg 38’ (rig.) Labbadia 54’ | Marcatori | 52’ Sendscheid 62’ (rig.) Güttler |

| Arbitro: | Neuner |

|                                                                              |           |                          |
| Anderbrügge 22’ Güttler 63’ (rig.) Luginger 72’ Schlipper 88’ Sendscheid 90’ | Marcatori | 35’ Schulz 85’ Chapuisat |

| Arbitro: | Fröhlich |

|            |           |  |
| Sammer 44’ | Marcatori |  |

| Arbitro: | Stenzel |

|                                              |           |              |
| Flad 11’ Anderbrügge 43’ Klinkert 74’ (aut.) | Marcatori | 63’ Klinkert |

| Arbitro: | Harder |

|                |           |                         |
| Tschiskale 28’ | Marcatori | 45’ Flad 73’ Sendscheid |

| Gelsenkirchen 14 settembre 1991, ore 15:30 CEST 9ª giornata | Schalke 04 | 0 – 0 referto | Bayer Leverkusen | Parkstadion (43 000 spett.)\| Arbitro: \| Albrecht \| |
| Arbitro:                                                    | Albrecht   |               |                  |                                                       |

| Arbitro: | Dellwing |

|                        |           |  |
| Lyutiy 19’ Tönnies 58’ | Marcatori |  |

| Arbitro: | Berg |

|                                         |           |             |
| Schlipper 49’ Luginger 68’ Borodjuk 82’ | Marcatori | 34’ Hermann |

| Arbitro: | Habermann |

|                        |           |              |
| Neubarth 36’ Legat 50’ | Marcatori | 88’ Borodjuk |

| Arbitro: | Boos |

|                                                          |           |  |
| Christensen 1’ Güttler 11’ Borodjuk 62’ Leifeld 83’, 86’ | Marcatori |  |

| Arbitro: | Amerell |

|            |           |                |
| Allofs 36’ | Marcatori | 13’ Sendscheid |

| Arbitro: | Gläser |

|             |           |                |
| Vollmer 67’ | Marcatori | 9’ Anderbrügge |

| Arbitro: | Fux |

|                 |           |           |
| Christensen 67’ | Marcatori | 5’ Rösler |

| Arbitro: | Strigel |

|             |           |  |
| Wegmann 89’ | Marcatori |  |

| Arbitro: | Merk |

|                                                    |           |  |
| Anderbrügge 18’ (rig.) Borodjuk 73’ Sendscheid 80’ | Marcatori |  |

| Arbitro: | Kasper |

|           |           |            |
| Kuntz 19’ | Marcatori | 45’ Müller |

#### Girone di ritorno
| Arbitro: | Scheuerer |

|                 |           |                 |
| Furtok 64’, 71’ | Marcatori | 90’ Christensen |

| Arbitro: | Wiesel |

|                        |           |              |
| Anderbrügge 88’ (rig.) | Marcatori | 25’ Andersen |

| Arbitro: | Fröhlich |

|  |           |                 |
|  | Marcatori | 46’ Christensen |

| Arbitro: | Dellwing |

|                |           |               |
| Mihajlović 88’ | Marcatori | 56’ Wohlfarth |

| Arbitro: | Föckler |

|                             |           |  |
| Chapuisat 29’ Reinhardt 75’ | Marcatori |  |

| Arbitro: | Kasper |

|  |           |            |
|  | Marcatori | 73’ Sammer |

| Arbitro: | Best |

|            |           |            |
| Criens 72’ | Marcatori | 90’ Müller |

| Arbitro: | Scheuerer |

|                        |           |            |
| Anderbrügge 18’ (rig.) | Marcatori | 75’ Schupp |

| Arbitro: | Boos |

|                          |           |                 |
| Kirsten 30’ Jorginho 35’ | Marcatori | 12’ Christensen |

| Arbitro: | Neuner |

|                                            |           |  |
| Borodjuk 16’ Sendscheid 31’ Mihajlović 62’ | Marcatori |  |

| Arbitro: | Albrecht |

|         |           |  |
| Carl 1’ | Marcatori |  |

| Gelsenkirchen 4 aprile 1992, ore 15:30 CEST 31ª giornata | Schalke 04 | 0 – 0 referto | Werder Brema | Parkstadion (40 100 spett.)\| Arbitro: \| Amerell \| |
| Arbitro:                                                 | Amerell    |               |              |                                                      |

| Arbitro: | Theobald |

|                         |           |  |
| Bodden 12’ Weichert 61’ | Marcatori |  |

| Gelsenkirchen 18 aprile 1992, ore 15:30 CEST 33ª giornata | Schalke 04 | 0 – 0 referto | Fortuna Düsseldorf | Parkstadion (31 900 spett.)\| Arbitro: \| Strigel \| |
| Arbitro:                                                  | Strigel    |               |                    |                                                      |

| Arbitro: | Habermann |

|                |           |                 |
| Sendscheid 86’ | Marcatori | 15’, 40’ Moutas |

| Arbitro: | Heynemann |

|                        |           |             |
| Zander 39’ Kmetsch 84’ | Marcatori | 73’ Güttler |

| Arbitro: | Assenmacher |

|                                        |           |             |
| Anderbrügge 14’ (rig.) Christensen 19’ | Marcatori | 83’ Wegmann |

| Arbitro: | Fux |

|                                  |           |  |
| Flick 45’ Andersen 70’ Fuchs 90’ | Marcatori |  |

| Arbitro: | Strampe |

|                         |           |  |
| Flad 22’ Mihajlović 72’ | Marcatori |  |

### Coppa di Germania
| Arbitro: | Amerell |

|                      |           |              |
| Abel 4’ Böttcher 78’ | Marcatori | 73’ Borodjuk |

## Statistiche

### Statistiche di squadra
| Competizione      | Punti | In casa | In casa | In casa | In casa | In casa | In casa | In trasferta | In trasferta | In trasferta | In trasferta | In trasferta | In trasferta | Totale | Totale | Totale | Totale | Totale | Totale | DR |
| Competizione      | Punti | G       | V       | N       | P       | Gf      | Gs      | G            | V            | N            | P            | Gf           | Gs           | G      | V      | N      | P      | Gf     | Gs     | DR |
| ----------------- | ----- | ------- | ------- | ------- | ------- | ------- | ------- | ------------ | ------------ | ------------ | ------------ | ------------ | ------------ | ------ | ------ | ------ | ------ | ------ | ------ | -- |
| Bundesliga        | 34    | 19      | 9       | 8       | 2       | 32      | 12      | 19           | 2            | 4            | 13           | 13           | 33           | 38     | 11     | 12     | 15     | 45     | 45     | 0  |
| Coppa di Germania | -     | 0       | 0       | 0       | 0       | 0       | 0       | 1            | 0            | 0            | 1            | 1            | 2            | 1      | 0      | 0      | 1      | 1      | 2      | -1 |
| Totale            | 34    | 19      | 9       | 8       | 2       | 32      | 12      | 20           | 2            | 4            | 14           | 14           | 35           | 39     | 11     | 12     | 16     | 46     | 47     | -1 |

### Andamento in campionato
| Giornata  | 1  | 2  | 3  | 4  | 5  | 6  | 7  | 8  | 9 | 10 | 11 | 12 | 13 | 14 | 15 | 16 | 17 | 18 | 19 | 20 | 21 | 22 | 23 | 24 | 25 | 26 | 27 | 28 | 29 | 30 | 31 | 32 | 33 | 34 | 35 | 36 | 37 | 38 |
| --------- | -- | -- | -- | -- | -- | -- | -- | -- | - | -- | -- | -- | -- | -- | -- | -- | -- | -- | -- | -- | -- | -- | -- | -- | -- | -- | -- | -- | -- | -- | -- | -- | -- | -- | -- | -- | -- | -- |
| Luogo     | C  | T  | C  | T  | C  | T  | C  | T  | C | T  | C  | T  | C  | T  | T  | C  | T  | C  | T  | T  | C  | T  | C  | T  | C  | T  | C  | T  | C  | T  | C  | T  | C  | C  | T  | C  | T  | C  |
| Risultato | N  | P  | V  | P  | V  | P  | V  | V  | N | P  | V  | P  | V  | N  | N  | N  | P  | V  | N  | P  | N  | V  | N  | P  | P  | N  | N  | P  | V  | P  | N  | P  | N  | P  | P  | V  | P  | V  |
| Posizione | 13 | 18 | 14 | 17 | 14 | 14 | 12 | 10 | 9 | 12 | 9  | 11 | 7  | 8  | 8  | 8  | 9  | 7  | 6  | 10 | 8  | 7  | 7  | 9  | 9  | 9  | 9  | 10 | 9  | 11 | 10 | 11 | 11 | 13 | 15 | 12 | 15 | 11 |

Legenda:

Luogo: C = Casa; T = Trasferta. Risultato: V = Vittoria; N = Pareggio; P = Sconfitta.

### Statistiche dei giocatori
| Giocatore        | Bundesliga | Bundesliga | Bundesliga  | Bundesliga | Coppa di Germania | Coppa di Germania | Coppa di Germania | Coppa di Germania | Totale   | Totale | Totale      | Totale     |
| Giocatore        | Presenze   | Reti       | Ammonizioni | Espulsioni | Presenze          | Reti              | Ammonizioni       | Espulsioni        | Presenze | Reti   | Ammonizioni | Espulsioni |
| ---------------- | ---------- | ---------- | ----------- | ---------- | ----------------- | ----------------- | ----------------- | ----------------- | -------- | ------ | ----------- | ---------- |
| I. Anderbrügge   | 35         | 7          | 2           | 1          | 0                 | 0                 | 0                 | 0                 | 35       | 7      | 2           | 1          |
| R. Borgmeier     | 1          | 0          | 0           | 0          | 0                 | 0                 | 0                 | 0                 | 1        | 0      | 0           | 0          |
| A. Borodjuk      | 30         | 5          | 0           | 0          | 1                 | 1                 | 0                 | 0                 | 31       | 6      | 0           | 0          |
| H. Bürger        | 5          | 0          | 0           | 0          | 1                 | 0                 | 0                 | 0                 | 6        | 0      | 0           | 0          |
| B. Christensen   | 26         | 6          | 1           | 0          | 1                 | 0                 | 0                 | 0                 | 27       | 6      | 1           | 0          |
| Y. Eigenrauch    | 19         | 0          | 0           | 0          | 0                 | 0                 | 0                 | 0                 | 19       | 0      | 0           | 0          |
| E. Flad          | 27         | 3          | 4           | 1          | 1                 | 0                 | 0                 | 0                 | 28       | 3      | 4           | 1          |
| S. Freund        | 33         | 1          | 5           | 0          | 1                 | 0                 | 0                 | 0                 | 34       | 1      | 5           | 0          |
| A. Gaber         | 3          | 0          | 0           | 0          | 0                 | 0                 | 0                 | 0                 | 3        | 0      | 0           | 0          |
| J. Gredig        | 5          | 0          | 1           | 0          | 0                 | 0                 | 0                 | 0                 | 5        | 0      | 1           | 0          |
| G. Güttler       | 37         | 4          | 7           | 0          | 1                 | 0                 | 0                 | 0                 | 38       | 4      | 7           | 0          |
| H. Herzog        | 25         | 0          | 9           | 0          | 0                 | 0                 | 0                 | 0                 | 25       | 0      | 9           | 0          |
| S. Jusufi        | 0          | 0          | 0           | 0          | 0                 | 0                 | 0                 | 0                 | 0        | 0      | 0           | 0          |
| M. Kroninger     | 5          | 0          | 0           | 0          | 0                 | 0                 | 0                 | 0                 | 5        | 0      | 0           | 0          |
| J. Lehmann       | 37         | 0          | 2           | 0          | 1                 | 0                 | 0                 | 0                 | 38       | 0      | 2           | 0          |
| U. Leifeld       | 20         | 2          | 1           | 0          | 0                 | 0                 | 0                 | 0                 | 20       | 2      | 1           | 0          |
| J. Luginger      | 38         | 2          | 5           | 0          | 1                 | 0                 | 0                 | 0                 | 39       | 2      | 5           | 0          |
| R. Mademann      | 24         | 0          | 7           | 1          | 1                 | 0                 | 0                 | 0                 | 25       | 0      | 7           | 1          |
| R. Mihajlović    | 16         | 3          | 2           | 0          | 0                 | 0                 | 0                 | 0                 | 16       | 3      | 2           | 0          |
| A. Müller        | 12         | 2          | 3           | 0          | 0                 | 0                 | 0                 | 0                 | 12       | 2      | 3           | 0          |
| C. Osigus        | 0          | 0          | 0           | 0          | 0                 | 0                 | 0                 | 0                 | 0        | 0      | 0           | 0          |
| M. Prus          | 19         | 0          | 4           | 0          | 1                 | 0                 | 0                 | 0                 | 20       | 0      | 4           | 0          |
| D. Schacht       | 5          | 0          | 1           | 0          | 1                 | 0                 | 1                 | 0                 | 6        | 0      | 2           | 0          |
| M. Schierenberg  | 2          | 0          | 0           | 0          | 0                 | 0                 | 0                 | 0                 | 2        | 0      | 0           | 0          |
| G. Schlipper     | 27         | 2          | 6           | 1          | 1                 | 0                 | 0                 | 0                 | 28       | 2      | 6           | 1          |
| M. Schwiderowski | 4          | 0          | 0           | 0          | 0                 | 0                 | 0                 | 0                 | 4        | 0      | 0           | 0          |
| P. Sendscheid    | 35         | 7          | 2           | 0          | 1                 | 0                 | 0                 | 0                 | 36       | 7      | 2           | 0          |
| J. Welp          | 1          | 0          | 0           | 0          | 0                 | 0                 | 0                 | 0                 | 1        | 0      | 0           | 0          |